# Lötzbeuren
Lötzbeuren est une municipalité allemande située dans le land de Rhénanie-Palatinat et l'arrondissement de Bernkastel-Wittlich.
L'orgue de l'église luthérienne fut fabriquée en 1745 par la famille Stumm.